# BMW Sauber
BMW Sauber byla německá automobilová stáj formule 1 firmy BMW, která se zúčastnila závodů Mistrovství světa formule 1. Tato stáj vznikla odkoupením dosavadního týmu Sauber na konci roku 2005, německým výrobcem automobilů BMW. V polovině sezóny 2009 oznámila automobilka BMW odchod z Formule 1. Následně prodala stáj zpět Peteru Sauberovi.

## Historie

### Sauber
Hlavní článek: Sauber
V roce 1970 vyrobil Peter Sauber svůj první závodní vůz. Během sedmdesátých a osmdesátých let se účastnil se svými vozy závodů sportovních vozů. Velké úspěchy získal Sauber díky spojení s Mercedesem, když v roce 1989 zvítězil v závodě 24 hodin Le Mans a ve stejném roce a o rok později zvítězil v Mistrovství světa sportovních vozů.
V roce 1993, s podporou Mercedesu, vstoupil Sauber do formule 1, ale spolupráce s Mercedes vydržela jen do roku 1994. Poté od roku 1997 Sauber používal motory Ferrari, přejmenované podle hlavního sponzora týmu na Petronas. Nejlepším umístěním Sauberu v závodě bylo 3. místo. Vůbec nejúspěšnější sezonu tým zažil v roce 2001, kdy v Poháru konstruktérů skončili na 4. místě.

### BMW Motorsport
BMW působilo ve formuli 1 jako dodavatel motorů mezi roky 1982 až 1987 a 2000 až 2005. Nelson Piquet získal v roce 1983 s vozem Brabham-BMW mistrovský titul. Během roku 2005 BMW ukončilo dohodu o dodávání motorů týmu Williams a odkoupilo Sauber. Peter Sauber zůstal u týmu jako poradce.

## BMW Sauber F1

### 2006
Pro sezonu 2006 s týmem podepsal Nick Heidfeld, který loni jezdil za Williams, zatímco mistr světa z roku 1997 Jacques Villeneuve měl platnou smlouvu z loňského roku, ze Sauberu. Třetím jezdcem týmu se stal Polák Robert Kubica. Tým navázal na práci Sauberu v Hinwilu, kde probíhala výroba šasi a testy v aerodynamickém tunelu, zatímco vedení v Mnichově bylo zodpovědné za výrobu motorů. Bývalý hlavní sponzor Sauberu Petronas obnovil smlouvu s novým týmem, stejně tak jako Credit Suisse. Novým technickým partnerem pro nadcházející sezonu se stala společnost Intel.
Nový vůz s tradiční modrobílou barvou BMW s červeným pruhem byl představen ve Valencii 17. ledna.
První body pro tým získal Villeneuve, když v malajsijské grand prix dokončil na 7. místě. Heidfeld musel odstoupit z 5. místa, kvůli poruše motoru. V první polovině šampionátu jezdci sbírali body především za sedmá a osmá místa. Výjimkou bylo Heidfeldovo čtvrté místo v Austrálii.

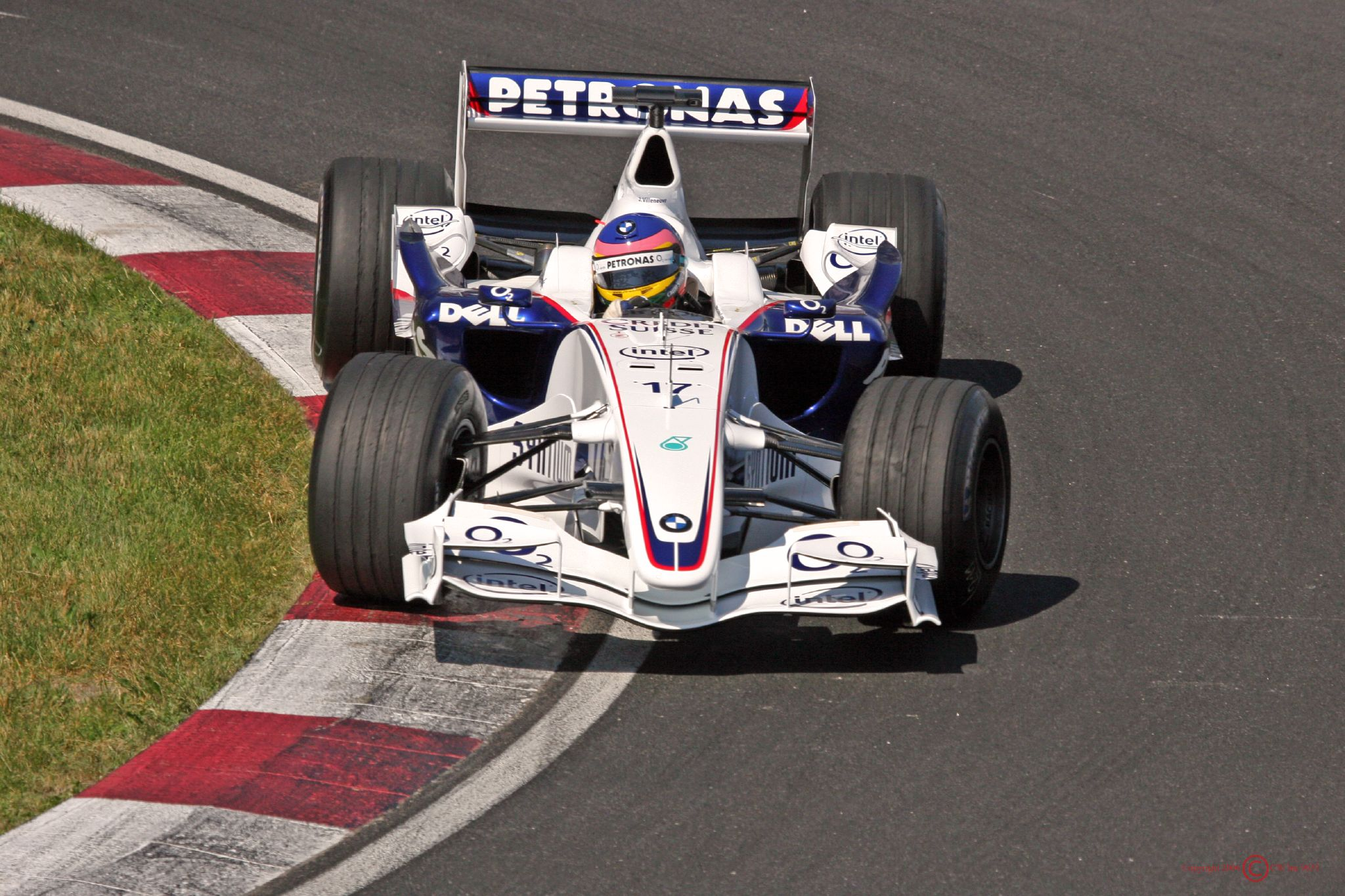
Jacques Villeneuve při Grand Prix Kanady v roce 2006.

Tým vytvořil pro francouzskou grand prix nový radikální aerodynamický prvek v přední části vozu, jehož úkolem bylo efektivněji odvádět proud vzduchu k zádi vozu a zvýšit tím tak jeho výkon. Tento netradiční doplněk byl okamžitě zakázán technickou komisí FIA, protože podle ní stínil jezdci ve výhledu z kokpitu.
V německé grand prix měl Villeneuve těžkou nehodu a do dalšího závodu nemohl nastoupit. Tým byl navíc jeho dosavadními výkony zklamaný a tak ho pro zbytek sezony nahradil dosavadní třetí pilot týmu, Robert Kubica.
V Maďarsku tým získal zásluhou Heidfelda své první umístění na stupních vítězů, 3. místo. Kubica si v závodě vůbec nevedl špatně, skončil na sedmém místě, ale později byl diskvalifikován, protože jeho vůz byl pod váhovým limitem. Kubica pro BMW Sauber získal v Itálii druhé pódium v sezoně, také 3. místo. Navíc v závodě vedl 5 kol, když právě probíhala první série zastávek v boxech. Heidfeld závod dokončil na 8. místě. Celkové 5. místo v Poháru konstruktérů bylo zpečetěno Hedifeldovým sedmým místem v Číně.

### 2007
19. září 2006 bylo oznámeno, že Heidfeldovým týmovým kolegou pro sezonu 2007 bude Robert Kubica. Sebastian Vettel se stal testovacím a rezervním jezdcem. 21. prosince 2006 byla podepsána smlouva s druhým testovacím jezdcem s Timo Glockem. Nový vůz F1.07 byl představen 16. ledna 2007.

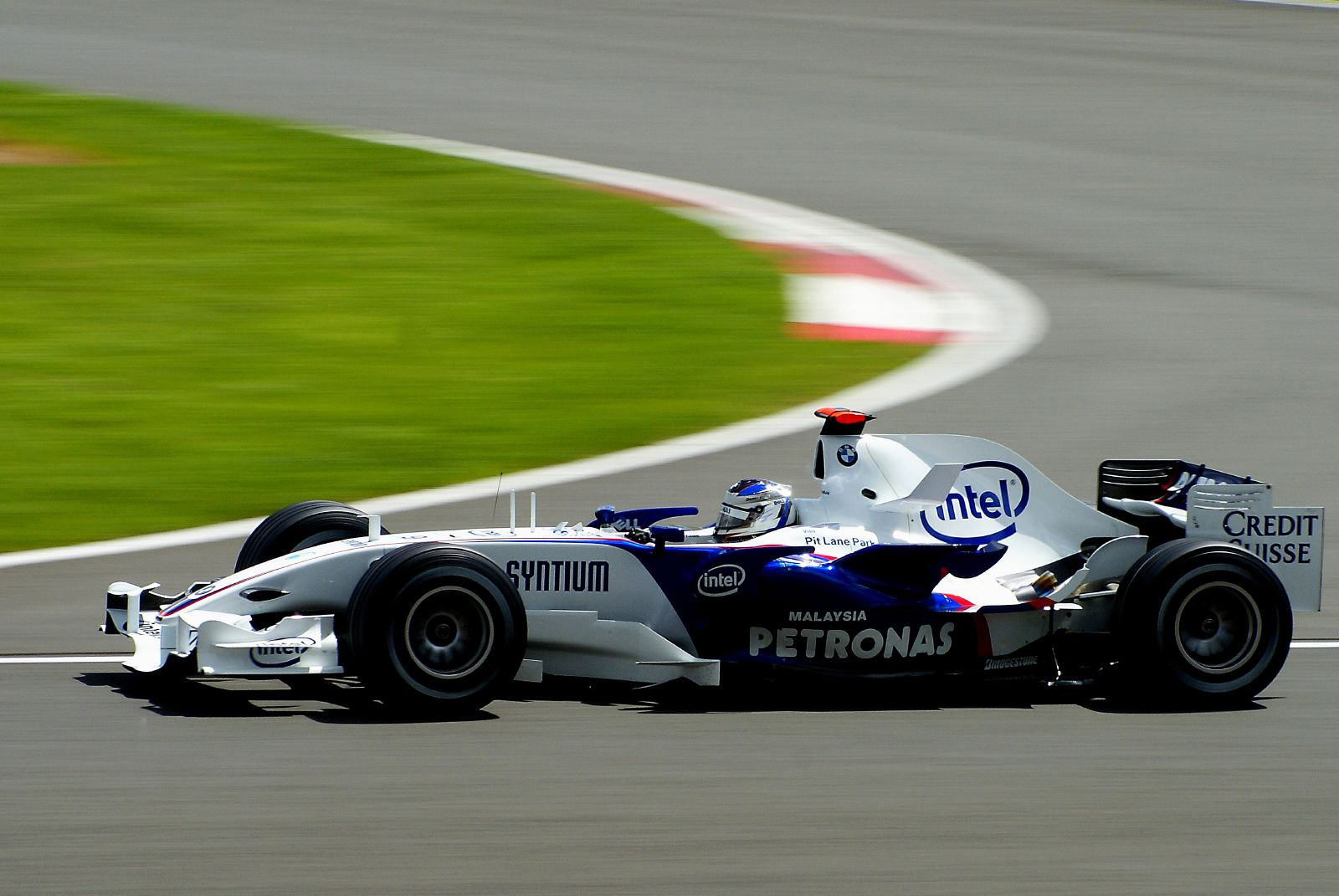
Nick Heidfeld při Grand Prix Velké Británie v roce 2007.

V Austrálii se ukázalo jaký krok dopředu ve vývoji vozu tým udělal. Heidfeld obsadil 4. příčku, ale Kubica musel v polovině závodu odstoupit z pátého místa, kvůli problémům s převodovkou. Heidfeld nadále pokračoval ve skvělých výkonech, v Malajsii resp. Bahrajnu dojel také na 4. místě. Kubica po výpadku v Austrálii a další mechanické poruše v Malajsii skončil v závodě v Bahrajnu na 6. místě.
Po kanadské grand prix vládli v týmu smýšené pocity. Heidfeld obsadil 2. místo, zatím nejlepší umístění týmu ve formuli 1, ale Kubica měl těžkou havárii. Media zpočátku tvrdila, že má Kubica zlomenou nohu, ale později se ukázalo, že z této nehody Kubica vyvázl „jenom“ s vymknutým kotníkem a otřesem mozku. Ze své havárie se Kubica vzpamatoval rychle, když ve Francii a Británii skončil na 4. místě.
Ve Spojených státech ho nahradil Sebastian Vettel, který skončil na 8. místě a ve svém prvním startu ve formuli 1 získal jeden bod. Po evropské grand prix však bylo týmem Toro Rosso oznámeno, že se Vettel stane pro zbytek sezony jejich druhým pilotem, místo vyhozeného Scotta Speeda. 21. srpna BMW potvrdilo svou stávající jezdeckou sestavu i pro příští sezonu.
Do konce sezony oba piloti pravidelně sbírali body. Heidfeld v Maďarsku dokonce vybojoval třetí místo. V celkovém hodnocení šampionátu skončil Heidfeld na 5. a Kubica na 6. místě.

### 2008
V další sezoně zůstali piloty týmu Nick Heidfeld a Robert Kubica, kteří představili nový model F1.08 14. ledna v mnichovském BMW Welt a hned další den si vůz odbyl svůj debut při testování na okruhu ve Valencii. V Grand Prix Kanady 2008 Kubica vybojoval první vítězství pro BMW a celkově skončil čtvrtý. V poháru konstruktérů ale tým klesl na 3. místo.

### 2009
Tým kvůli špatným výsledkům opustil F1.Peter Sauber tým koupil zpět a přejmenoval ho znovu na Sauber.

## Kompletní výsledky ve Formuli 1
| Legenda k tabulce | Legenda k tabulce                                                                       |
| Barva             | Výsledek                                                                                |
| ----------------- | --------------------------------------------------------------------------------------- |
| Zlatá             | Vítěz                                                                                   |
| Stříbrná          | 2. místo                                                                                |
| Bronzová          | 3. místo                                                                                |
| Zelená            | Bodované umístění                                                                       |
| Modrá             | Nebodované umístění                                                                     |
| Modrá             | Dokončil neklasifikován (NC)                                                            |
| Fialová           | Odstoupil (Ret)                                                                         |
| Červená           | Nekvalifikoval se (DNQ)                                                                 |
| Červená           | Nepředkvalifikoval se (DNPQ)                                                            |
| Černá             | Diskvalifikován (DSQ)                                                                   |
| Bílá              | Nestartoval (DNS)                                                                       |
| Bílá              | Závod zrušen (C)                                                                        |
| Světle modrá      | Pouze trénoval (PO)                                                                     |
| Světle modrá      | Páteční testovací jezdec (TD)                                                           |
| Bez barvy         | Netrénoval (DNP)                                                                        |
| Bez barvy         | Vyřazen (EX)                                                                            |
| Bez barvy         | Nepřijel (DNA)                                                                          |
| Bez barvy         | Odvolal účast (WD)                                                                      |
| Bez barvy         | Nezúčastnil se (prázdné)                                                                |
| Označení          | Význam                                                                                  |
| Tučnost           | Pole position                                                                           |
| Kurzíva           | Nejrychlejší kolo                                                                       |
| †                 | Jezdec nedojel do cíle, ale byl klasifikován, protože odjel více než 90 % délky závodu. |
| ‡                 | Byl udělován poloviční počet bodů, protože bylo odjeto méně než 75 % délky závodu.      |
| Horní index       | Umístění bodujících jezdců ve sprintu                                                   |

| Rok  | Šasi  | Motor            | Pneu | Jezdci             | 1   | 2   | 3   | 4   | 5   | 6   | 7   | 8   | 9   | 10  | 11  | 12  | 13  | 14  | 15  | 16  | 17  | 18  | Body | Umístění |
| ---- | ----- | ---------------- | ---- | ------------------ | --- | --- | --- | --- | --- | --- | --- | --- | --- | --- | --- | --- | --- | --- | --- | --- | --- | --- | ---- | -------- |
| 2006 | F1.06 | BMW P86/6 2.4 V8 | M    |                    | BHR | MAL | AUS | SMR | EUR | ESP | MON | GBR | CAN | USA | FRA | GER | HUN | TUR | ITA | CHN | JPN | BRA | 36   | 5. místo |
| 2006 | F1.06 | BMW P86/6 2.4 V8 | M    | Nick Heidfeld      | 12  | Ret | 4   | 13  | 10  | 8   | 7   | 7   | 7   | Ret | 8   | Ret | 3   | 14  | 8   | 7   | 8   | Ret | 36   | 5. místo |
| 2006 | F1.06 | BMW P86/6 2.4 V8 | M    | Jacques Villeneuve | Ret | 7   | 6   | 12  | 8   | 12  | 14  | 8   | Ret | Ret | 11  | Ret |     |     |     |     |     |     | 36   | 5. místo |
| 2006 | F1.06 | BMW P86/6 2.4 V8 | M    | Robert Kubica      |     |     |     |     |     |     |     |     |     |     |     |     | DSQ | 12  | 3   | 13  | 9   | 9   | 36   | 5. místo |
| 2007 | F1.07 | BMW P86/7 2.4 V8 | B    |                    | AUS | MAL | BHR | ESP | MON | CAN | USA | FRA | GBR | EUR | HUN | TUR | ITA | BEL | JPN | CHN | BRA |     | 101  | 2. místo |
| 2007 | F1.07 | BMW P86/7 2.4 V8 | B    | Nick Heidfeld      | 4   | 4   | 4   | Ret | 6   | 2   | Ret | 5   | 6   | 6   | 3   | 4   | 4   | 5   | 14  | 7   | 6   |     | 101  | 2. místo |
| 2007 | F1.07 | BMW P86/7 2.4 V8 | B    | Robert Kubica      | Ret | 18  | 6   | 4   | 5   | Ret |     | 4   | 4   | 7   | 5   | 8   | 5   | 9   | 7   | Ret | 5   |     | 101  | 2. místo |
| 2007 | F1.07 | BMW P86/7 2.4 V8 | B    | Sebastian Vettel   |     |     |     |     |     |     | 8   |     |     |     |     |     |     |     |     |     |     |     | 101  | 2. místo |
| 2008 | F1.08 | BMW P86/8 2.4 V8 | B    |                    | AUS | MAL | BHR | ESP | TUR | MON | CAN | FRA | GBR | GER | HUN | EUR | BEL | ITA | SIN | JPN | CHN | BRA | 135  | 3. místo |
| 2008 | F1.08 | BMW P86/8 2.4 V8 | B    | Nick Heidfeld      | 2   | 6   | 4   | 9   | 5   | 14  | 2   | 13  | 2   | 4   | 10  | 9   | 2   | 5   | 6   | 9   | 5   | 10  | 135  | 3. místo |
| 2008 | F1.08 | BMW P86/8 2.4 V8 | B    | Robert Kubica      | Ret | 2   | 3   | 4   | 4   | 2   | 1   | 5   | Ret | 7   | 8   | 3   | 6   | 3   | 11  | 2   | 6   | 11  | 135  | 3. místo |
| 2009 | F1.09 | BMW P86/9 2.4 V8 | B    |                    | AUS | MAL | CHN | BHR | ESP | MON | TUR | GBR | GER | HUN | EUR | BEL | ITA | SIN | JPN | BRA | ABU |     | 36   | 6. místo |
| 2009 | F1.09 | BMW P86/9 2.4 V8 | B    | Robert Kubica      | 15  | Ret | 13  | 18  | 11  | Ret | 7   | 13  | 14  | 13  | 8   | 4   | Ret | 8   | 9   | 2   | 10  |     | 36   | 6. místo |
| 2009 | F1.09 | BMW P86/9 2.4 V8 | B    | Nick Heidfeld      | 10  | 2‡  | 12  | 19  | 7   | 11  | 11  | 15  | 10  | 11  | 11  | 5   | 7   | Ret | 6   | Ret | 5   |     | 36   | 6. místo |